# Дрейк, Ник
Николас Родни «Ник» Дрейк (англ. Nicholas Rodney «Nick» Drake; 19 июня 1948, Рангун, Бирма — 25 ноября 1974, Тануорт-ин-Арден, Англия) — британский певец и автор песен, известный своими печальными, сумрачными песнями под акустическую гитару.
Дрейк подписал контракт с крупным лейблом Island Records в 1968 году, когда ему было всего двадцать лет. К 1972 году он выпустил два студийных альбома, но тираж ни одного из них не был полностью распродан при жизни Дрейка. Коммерческому провалу способствовало его нежелание давать концерты и интервью. Последние годы своей жизни он страдал от депрессии и бессонницы, что нашло отражение в текстах его песен. После завершения записи своего третьего, и последнего альбома, Pink Moon (1972), музыкант жил в доме своих родителей в городке Тануорт-ин-Арден, где и умер 25 ноября 1974 года в возрасте 26 лет от передозировки прописанного ему антидепрессанта триптизола. До сих пор не известно, было ли это случайностью или самоубийством: никакой предсмертной записки найдено не было.
На протяжении 1970-х годов к творчеству Дрейка не проявляли особого интереса, только в 1979 году была издана ретроспективная компиляция Fruit Tree. Но уже к середине 1980-х годов в том, что испытывали влияние Ника Дрейка, признавались такие музыканты, как Роберт Смит, лидер известной постпанк-группы The Cure (название группы Смит взял из текста песни Дрейка Time Has Told Me: Troubled cure / For a troubled mind), Дэвид Сильвиан (бывший участник и лидер группы Japan), Том Верлен (бывший участник группы Television) и Питер Бак (группа R.E.M.). В 1985 году группа The Dream Academy попала в английские и американские чарты со своей песней «Life In A Northern Town», которая посвящалась Нику Дрейку. К началу 1990-х годов в английской музыкальной прессе Дрейк приобрёл образ «проклятого поэта» и неоднократно цитировался Кейт Буш, Полом Веллером и The Black Crowes.
Первая официальная биография Ника Дрейка была опубликована в 1997 году, в 1998 году был снят документальный фильм о нём под названием «Незнакомец среди нас». В 2000 году, после того как Фольксваген использовал в телевизионной рекламе своих автомобилей песню Дрейка Pink Moon, количество дисков Дрейка, проданных в течение месяца, превысило количество всех проданных его пластинок за 30 предыдущих лет.

## Биография

### Детство

Дом Фар Лейс в Тануорт-ин-Арден, где вырос и умер Ник Дрейк

Николас Родни Дрейк родился 19 июня 1948 года в богатой английской семье в Рангуне, Бирма. Его отец Родни (1908—1988) переехал туда в начале 1930-х годов, чтобы работать инженером в Бомбейско-бирманской торговой корпорации (англ. Bombay Burmah Trading Corporation, одна из старейших коммерческих компаний в Индии). В 1934 году Родни познакомился с дочерью одного из управляющих Индийской гражданской службы (англ. Indian Civil Service), Мэри Ллойд (1916—1993), которую в семье звали Молли. Родни сделал ей предложение в 1936 году, но, чтобы пожениться, пара должна была ждать ещё год, когда Молли исполнится 21 год. 14 апреля 1937 года их свадьба состоялась. В 1942 году семья Дрейков на три года была эвакуирована в Индию, так как Бирму оккупировали японские войска. В 1944 году в Лахоре (Индия) родилась Габриэль Дрейк — старшая сестра Ника, впоследствии успешная киноактриса. В 1950 году Дрейки переехали в Бомбей, а в 1952 году — в Англию, в деревню Тануорт-ин-Аден, графство Варвикшир, где стали жить в двухэтажном доме, который назывался Фар Лейс (англ. Far Leys).
И Родни, и Молли любили музыку и даже писали собственные композиции. Молли сочиняла грустные песни для фортепиано и записывала их на катушечный магнитофон (две такие записи будут выпущены в 2007 году на альбоме неизданных вещей Ника Дрейка Family Tree). Под влиянием матери Ник стал учиться играть на фортепиано с очень раннего возраста. Биограф Ника Дрейка Тревор Данн и сестра Габриэль усматривают поразительную схожесть музыки Молли и Ника.

Ник Дрейк в возрасте 16 лет

В 1957 году Ник поступил в школу-интернат Игл Хаус (англ. Eagle House School) в Сандхерсте, графство Беркшир. Отучившись там пять лет, в 1962 году он поступил в колледж Мальборо (англ. Marlborough College, основан в 1843 году), графство Уилтшир, в котором в своё время учились его отец, дедушка и прадедушка. Там он стал довольно сильным спортсменом (его тамошний рекорд в беге на 100 ярдов до сих пор не может побить ни один ученик Мальборо), некоторое время был капитаном команды по регби. Также Ник играл в оркестре колледжа, обучился игре на кларнете и саксофоне. В 1964 или 1965 году вместе с четырьмя школьными товарищами он организовал музыкальную группу, где играл в основном на фортепиано, а иногда — пел и играл на саксофоне. Группа носила название The Perfumed Gardeners («Надушенные садовники») и исполняла джазовые стандарты, кавер-версии артистов с английского лейбла Pye Records (The Kinks, Лонни Донеган, Лонг Джон Болдри, The Searchers и т. д.) и вещи The Yardbirds и Manfred Mann. В группе некоторое время состоял Крис де Бург (в 1980-х годах ставший известным благодаря своему хиту Lady In Red), но был из неё исключён, так как его музыкальные пристрастия показались «Садовникам» «чересчур попсовыми» (англ. too poppy).
Академическая успеваемость Ника стала падать: всё свободное время он посвящал музыке, а не учёбе. В 1963 году он даже провалил очередные экзамены по физике и химии. В 1965 году Ник приобрёл свою первую акустическую гитару, отдав за неё 13 фунтов, а в августе того же года он со своими друзьями в течение трёх недель путешествовал автостопом по Европе. 29 октября в Лондоне он посетил концерт The Graham Bond Organisation.

### Университет
Летом 1966 года Ник окончил колледж Мальборо и успешно сдал экзамены в Фицвильям Колледж (англ. Fitzwilliam College) в Кембриджском университете, где он был намерен изучать английскую литературу. Однако он решил отложить на год начало своей учёбы. С августа по октябрь 1966 года он жил с друзьями во Франции, затем вернулся в Англию. В Лондоне 6 октября он впервые попробовал курить марихуану. Начало 1967 года он провёл снова во Франции, в Экс-ан-Провансе, где, возможно, впервые попробовал ЛСД, а в марте поехал с друзьями в Марокко, потому что «там лучшая трава на свете» (англ. that was where you got the best pot).
После возвращения домой Ник некоторое время жил в квартире сестры, в лондонском пригороде Хампстед. В октябре 1967 года началась его учёба в Кембридже. Преподаватели считали его студентом ярким, но неусидчивым и не проявляющим должного интереса к учёбе. Кембриджский университет уделял большое внимание физической подготовке своих студентов (в особенности соревнованиям по регби и крикету), но к тому времени Ник потерял интерес к спорту, предпочитая проводить время в своей комнате в общежитии, куря марихуану и играя на гитаре. Ему было трудно находить общий язык со студентами и преподавателями.
Той же осенью он познакомился с Робертом Кирби, студентом консерватории, который позже будет делать струнные и духовые аранжировки для первых двух альбомов Ника. К этому времени Ник открыл для себя британскую и американскую фолк-музыку — таких артистов, как Боб Дилан, Джош Уайт и Фил Окс. Дрейк начал выступать в маленьких лондонских клубах и кофейнях. В феврале 1968 года, когда он выступал вместе с Country Joe and the Fish в комплексе The Roundhouse в Кэмден Таун, его заметил Эшли Хатчингс, бас-гитарист Fairport Convention.
Хатчингс познакомил Ника с Джо Бойдом, 25-летним продюсером из США, владельцем компании Witchseason Productions, которая сотрудничала с крупным лейблом Island Records. Бойд записал пару ранних синглов Pink Floyd, открыл для публики Fairport Convention, Джона Мартина, The Incredible String Band и был заметной фигурой на британской фолк-сцене.
Ник предоставил Бойду магнитофонную катушку, на которую он весной 1968 года записал четыре песни. Прослушав материал, Бойд предложил Нику подписать контракт и начать работу над дебютным альбомом. Реакция Ника была, по воспоминаниям Бойда, мягко говоря, сдержанной: «А, ну да, о’кей». Хотя друг Дрейка Пол Вилер вспоминает возбуждённое состояние, в котором пребывал Ник после подписания контракта, — вдохновлённый открывающимися перед ним перспективами «звёздной карьеры», он решил в дальнейшем бросить учёбу и не заканчивать третий курс в колледже.

## Дебютный альбом

Обложка дебютного альбома Ника Дрейка Five Leaves Left

Студийные сессии для первого альбома Ника начались в июле 1968 года в Лондоне, в студии Sound Techniques. Во время записи Бойд вдохновлялся продюсерской работой Джона Саймона для первого альбома Леонарда Коэна (Songs of Leonard Cohen 1967 года), считая, что голос Ника должен был быть записан в похожем «доверительном», интимном стиле, «без попсовой реверберации». Также он был намерен включить партии струнных, но «без этого помпезного звучания»; их должен был писать Ричард Хьюсон, а исполнять — специально приглашённый оркестр из пятнадцати человек. В качестве звукорежиссёра Бойд выбрал Джона Вуда; кроме того, он пригласил гитариста Fairport Convention Ричарда Томпсона и басиста группы Pentangle Дэнни Томпсона.
Поначалу запись альбома шла плохо, сессии выходили нерегулярными и «смазанными» — не в последнюю очередь из-за того, что для записи не предоставили отдельного студийного времени, а просто использовали остатки времени, выделенного на запись альбома Fairport Convention Unhalfbricking. Между Дрейком и Бойдом росли творческие разногласия: продюсер разделял концепцию Джорджа Мартина об «использовании студии как музыкального инструмента» (имелось в виду более широкое использование различных студийных эффектов), тогда как музыкант предпочитал более естественный и органичный звук. Но оба были недовольны инструментовкой Хьюсона: звучание получалось слишком «мейнстримовым», попсовым. Дрейк предложил заменить Хьюсона на своего друга Роберта Кирби. Поначалу Бойд скептически отнёсся к его кандидатуре: тот был слишком молод и не имел никакого опыта работы в студии. Кирби записал аранжировки с помощью квартета камерной музыки, и Бойд, прослушав запись, был приятно удивлён.
Но Кирби отказался от оркестровки центральной вещи альбома — «River Man». Тогда Бойд прибег к помощи опытного композитора Гарри Робинсона, превысив при этом бюджет, выделенный на запись альбома. Робинсон написал партию струнных в духе Фредерика Делиуса и Мориса Равеля.
Выход альбома был задержан на несколько месяцев ввиду очередных загвоздок с постпродакшном. Он вышел 1 сентября 1969 года и сопровождался плохой рекламой и промоушном. Обзоров и рецензий на него в музыкальной прессе было мало. Журнал NME в выпуске от 4 октября 1969 года писал, что альбом «недостаточно разнообразен, чтобы быть развлекательным» (англ. not nearly enough variety to make it entertaining). Джон Пил в своих радиопередачах пускал в эфир несколько песен с него. Дрейк остался недоволен оформлением конверта пластинки, на котором трек-лист шёл в неправильном порядке, а тексты песен включали строчки, не вошедшие в окончательные варианты. Сестра Ника Габриэль вспоминала:

Он был очень скрытным. Я знала, что он делает альбом, но я не знала, на какой стадии он находится, пока [Ник] не вошёл ко мне в комнату и не сказал: «Вот он!» Он бросил его на кровать и вышел!Оригинальный текст (англ.)He was very secretive. I knew he was making an album but I didn’t know what stage of completion it was at until he walked into my room and said, 'There you are.' He threw it on to the bed and walked out!

Название альбома — это предупредительная надпись («Осталось пять листов») на упаковке папиросной бумаги фирмы RiZla+, означающая, что необходимо покупать новую упаковку (обычно ими пользовались курильщики марихуаны, каковым был Ник). Он считал, что эта фраза звучит замечательно, хотя и не имеет какого-то особого смысла. С другой стороны, через пять лет эта фраза приобретёт другой, трагический и провидческий смысл: ведь в 1969 году Нику оставалось жить ровно пять лет.
24 сентября 1969 года Ник выступил в Ройял Фестивал Холл (англ. Royal Festival Hall) на разогреве у Fairport Convention и у Джона и Беверли Мартинов. Джо Бойд отмечал, что

публика был спокойной и почтительной. Выступление Ника было чудесным, публика была просто загипнотизирована.Оригинальный текст (англ.)The audience were quiet and respectful. Nick's performance was brilliant, the audience were mesmerized.

Это было одно из самых лучших выступлений Дрейка.

## В Лондоне

### Bryter Layter
Дрейк бросил учёбу в Кембридже за девять месяцев до получения диплома и осенью 1969 года переехал в Лондон, чтобы сосредоточиться на карьере музыканта. Отец писал ему длинные письма, в которых указывал на недостатки решения Ника уехать из Кембриджа: «диплом — это дополнительная страховка; если у тебя есть диплом, то тогда у тебя будет, на что опереться». На что Ник отвечал, что эту страховку он и не хотел иметь.
Первые несколько месяцев в столице Дрейк проводил, скитаясь из одного места в другое, иногда оставаясь в квартире своей сестры в Кенсингтоне, но чаще ночуя у своих друзей и знакомых.
В первой половине 1970 года Ник выступал довольно часто (для него), давая концерты примерно раз в неделю. В частности, 24 января в Техническом колледже Эвэлл (англ. Ewell Technical Colledge) он открывал выступления таких групп, как Genesis и Atomic Rooster, 14 февраля он также «разогревал» Genesis.
В июле Элтон Джон записал кавер-версии 4 песен Ника с альбома Five Leaves Left — «Saturday Sun», «Way To Blue», «Day Is Done» и «Time Has Told Me». Их можно найти на изданном в 2001 году альбоме Элтона Джона Prologue.

Обложка второго альбома Ника Дрейка Bryter Layter

Запись второго альбома Bryter Layter началась в середине июля 1970 года. Была развёрнута бурная деятельность: Ник снова попросил Роберта Кирби написать аранжировки для струнных и медных духовых, пригласил членов Fairport Convention Ричарда Томпсона, Дэйва Мэттэкса и Дэйва Пегга играть на гитаре, ударных и басу соответственно. Были приглашены в качестве бэк-вокалисток известные певицы Пи Пи Арнольд и Дорис Трой (они поют на треке «Poor Boy»). Раздосадованный коммерческим неуспехом своего дебютного альбома, Ник сдался и решил следовать указаниям своего продюсера. Звук нового альбома было решено сделать более «попсовым», «развлекательным», гладким и «приджазованным» (англ. jazzy). Наконец, для записи был приглашён и Джон Кейл, участник группы Velvet Underground (Дрейк восхищался его «музыкальными способностями»). Кейл сыграл на пианино, органе и челесте для двух песен — «Northern Sky» и «Fly». Продюсером альбома был опять Джо Бойд, а звукорежиссёром — Джон Вуд.
Альбом Bryter Layter, вышедший 1 ноября 1970 года, как и предыдущий, потерпел коммерческий провал — было продано чуть меньше трёх тысяч пластинок (хотя за всю карьеру Ника он был самым успешным). Melody Maker описывал его как «неуклюжую смесь фолка и коктейль-джаза».
Вскоре после выпуска альбома Бойд продал Witchseason фирме Island Records и уехал в Лос-Анджелес, где стал записывать саундтреки для Warner Brothers. Потеря важной для него фигуры наставника вкупе с плохими продажами альбомов повергла Ника в депрессию. Его оптимистическая установка на Лондон и карьеру музыканта полностью изменилась: он был несчастен, живя в одиночестве, заметно нервничал и стеснялся, когда давал концерты. Последнее стало видно ещё раньше. Например, 25 июня 1970 года он выступал в Эвэлл Колледж вместе с Ральфом МакТеллом, и тот отзывался о Дрейке так:

Единственный разговор с ним, как я вспоминаю, состоялся в гримёрке до начала концерта. Я ужасно нервничаю перед выступлениями и беспрерывно болтаю. Чтобы успокоить нервы, я пристаю к людям и всё время у них спрашиваю: «Ты в порядке?» Ник выдавливал одно-два слова. На этом концерте он был очень застенчив. Он сыграл первый номер, и, должно быть, произошло нечто ужасное. Он играл песню Fruit Tree и вдруг прекратил на середине. Просто ушёл со сцены.Оригинальный текст (англ.)That's the only conversation I remember having with him, in the dressing room beforehand. I am a dreadfully nervous performer and I'm always clucking around before a show, but to allay my nerves I would cluck around other people and say, 'Are you alright?' Nick was monosyllabic. At that particular gig he was very shy. He did the first set and something awful must have happened. He was doing his song, Fruit Tree, and walked off halfway through it. Just left the stage.

В начале 1971 года обеспокоенная семья убедила Ника обратиться за помощью к психиатрам в госпиталь Святого Фомы (англ. St. Thomas Hospital), где ему прописали курс антидепрессантов. Нику было стыдно за это, он чувствовал себя смущённым, что вынужден их принимать, и старался скрыть этот факт от друзей. Подруга Ника София Райд вспоминала:

Он приходил ко мне в квартиру, и мы с ним разговаривали, и вдруг он говорил: «Ты не против, если я сейчас пойду на кухню и приму мои таблетки? Мне ужасно жаль, ужасно жаль».Оригинальный текст (англ.)He would be staying at my flat and we would be talking, and he'd say: 'Do you mind if I go into the kitchen and take my pills [anti-depressants]. I'm frightfully sorry, frightfully sorry'.

### Pink Moon
С зимы 1970 года Ник полностью отгородился от внешнего мира: он редко выходил из своей лондонской квартиры — только для того, чтобы сыграть на каком-нибудь случайном концерте или купить марихуану, которую он, по словам Кирби, «курил в невероятных количествах». «Это было очень плохое время, — вспоминала Габриэль. — Он как-то сказал мне, что всё стало идти не так именно с этого времени, и я сама думаю, что всё это началось именно тогда».
Хотя Island Records поставил крест на Дрейке как на суперуспешном фолк-певце и не ждал от него нового альбома, Ник связался с Джоном Вудом в октябре 1971 года, чтобы начать работу над тем, что станет его последней пластинкой. В студию он пришёл около полуночи, держа в руке гитару. Запись альбома заняла две ночи в конце октября 1971 года и в общей сложности — всего четыре часа. В студии присутствовали только Дрейк и Вуд. Во время этих ночных сессий Ник был в глубокой депрессии, за всё время он сказал Вуду только пару слов, а когда тот спросил его, в чём дело, Ник пробубнил что-то невнятное и ушёл.

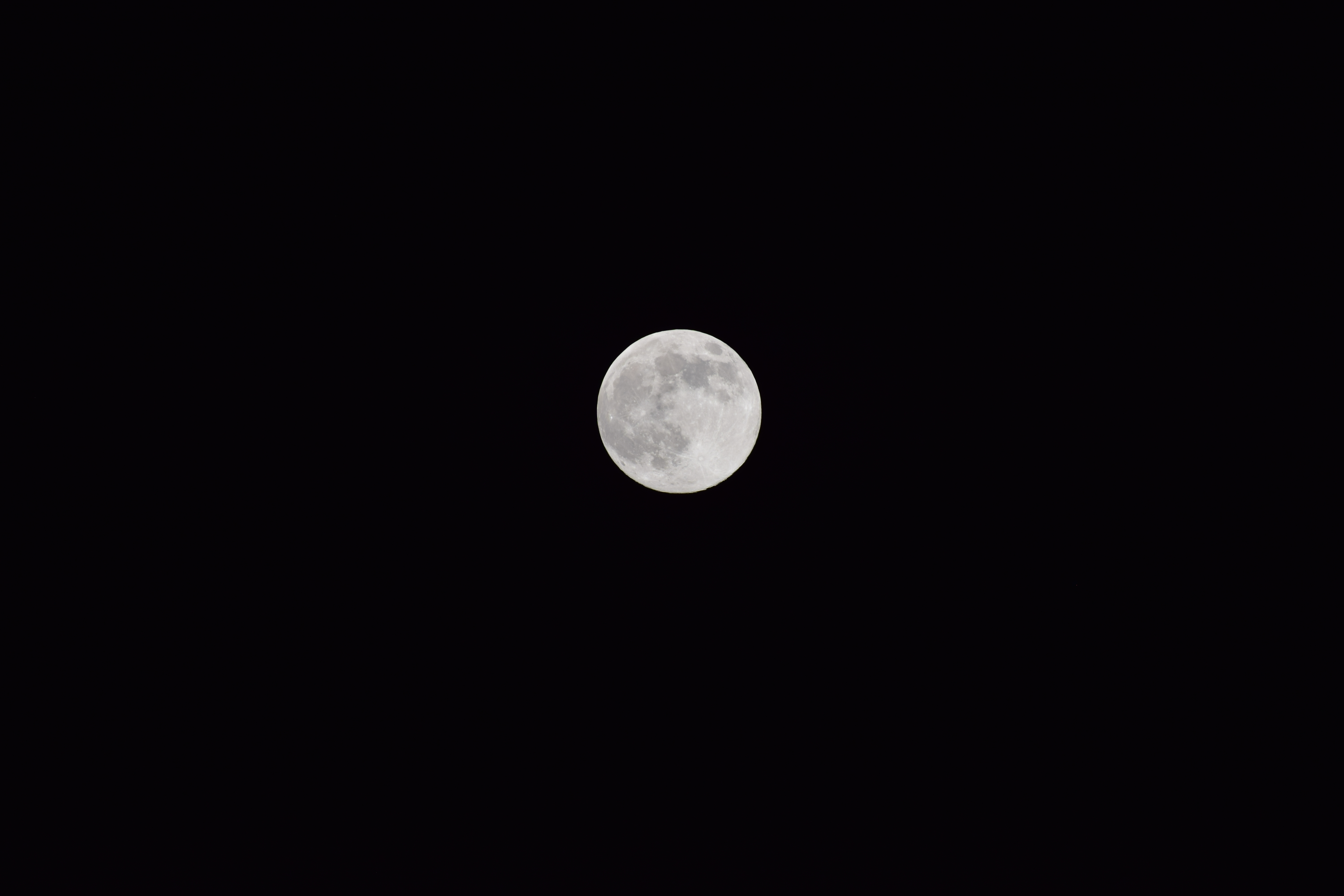
Обложка последнего альбома Ника Дрейка Pink Moon

Дрейк был непреклонен в том, что хотел: записать только гитару и голос, без всяких дополнительных наложений и эффектов. (Единственное наложение было сделано в заглавном треке альбома — была наложена партия пианино.) Поначалу Вуд думал, что музыкант хочет использовать получившиеся записи в качестве демо для будущих студийных сессий, но потом понял, что они и составят будущий альбом. «Ник был очень серьёзно настроен на то, чтобы сделать эту холодную, строгую запись», — вспоминал Вуд. Унылые песни с Pink Moon очень короткие, и пластинка с 11 треками длится всего 28 минут. Как говорил Вуд, «это было как раз то, что надо. Вы бы и не захотели, чтобы она была длиннее».
После того как запись была завершена, Ник доставил катушку с мастер-лентой прямо в офис Island Records Крису Блэквеллу, несмотря на популярную легенду, что будто он, не говоря ни слова, просто положил её на стойку рисепшена. Анонс нового альбома появился в феврале 1972 года в Music Maker: «Pink Moon — новый альбом Ника Дрейка. Впервые мы о нём услышали только тогда, когда он был закончен». Pink Moon вышел 25 февраля 1972 года и был продан ещё меньшим количеством копий, чем любой из двух его предшественников, хотя и получил несколько лестных отзывов. В журнале Zigzag, например, критик Коннор МакНайт писал:

Ник Дрейк — это артист, который никогда не притворяется. Альбом не оставляет камня на камне от теории, что музыка должна быть эскапистской. Это просто восприятие момента жизни музыкантом, и вы не сможете требовать большего.Оригинальный текст (англ.)Nick Drake is an artist who never fakes. The album makes no concession to the theory that music should be escapist. It's simply one musician's view of life at the time, and you can't ask for more than that.

Основатель Island Records Крис Блэкуэлл почувствовал, что у Pink Moon есть коммерческий потенциал, однако сотрудники лейбла были раздосадованы вечным нежеланием Дрейка участвовать хоть в какой-нибудь деятельности по «раскрутке» своего продукта. Менеджер Мафф Винвуд вспоминает, что он «рвал на голове волосы» от невозможности как-нибудь повлиять на Ника. Наконец, музыкант всё-таки поддался на уговоры Джо Бойда и дал интервью Джерри Гилберту из журнала Sounds. Это было единственное интервью с Ником Дрейком, где «застенчивый и погружённый в себя фолк-музыкант говорит о том, как он не любит выступать на публике… и совсем мало о чём-либо другом». Гилберт рассказывал позже:

Никакой коммуникации в общем-то не было. Я не помню, посмотрел ли он хоть раз на меня за всё время. Если быть жестоким, то можно было бы сказать, что он был очень одарённым, но дурно воспитанным мальчишкой, который глубоко страдает от жалости к себе.Оригинальный текст (англ.)There wasn't any connection whatsoever. I don't think he made eye contact with me once. If you wanted to be uncharitable, you could say he was just a spoiled boy with a silver spoon and went around feeling sorry for himself.

Разочарованный и уверенный в том, что он никогда не сможет сочинять снова, Ник решил полностью отстраниться от музыки. Он подумывал над карьерой компьютерного программиста и даже над тем, чтобы записаться в армию.

## Последние годы

### Снова дома
Ник вернулся домой к своим родителям в Тануорт-ин-Арден, понимая, что это шаг назад. Он говорил своей матери:

Быть дома мне не нравится, но в других местах вообще невыносимо.Оригинальный текст (англ.)I don't like it at home but I can't bear it anywhere else.

Ник жил очень экономно, единственным источником его доходов было содержание в 20 фунтов стерлингов, присылаемое еженедельно Island Records. Некоторое время он жил так бедно, что не имел денег на покупку новых ботинок. Нередко он пропадал на несколько дней, скитаясь от одного друга к другому. Роберт Кирби так описывал типичный визит Ника:

Он просто приходил и не говорил ни слова, садился, слушал музыку, курил, выпивал, ночевал, а через два-три дня его уже не было, он исчезал. А три месяца спустя он возвращался снова.Оригинальный текст (англ.)He would arrive and not talk, sit down, listen to music, have a smoke, have a drink, sleep there the night, and two or three days later he wasn't there, he'd gone. And three months later he'd be back.

Ник часто брал машину матери и ездил часами по округе без какой-либо цели, пока не кончался бензин — тогда он звонил родителям из таксофона и просил забрать его. В особо тяжёлые периоды своей болезни он не следил за своей внешностью, не стриг ногти, не мылся. В апреле или мае 1972 года у Дрейка случился нервный срыв, и он был госпитализирован на пять недель в психиатрическую больницу в Ворвикшире.
В феврале 1974 года Ник снова связался с Джоном Вудом, сказав, что хотел бы начать работу над четвёртым альбомом. Джо Бойд в это время был в Англии и выразил желание присутствовать на сессиях в студии. Было записано четыре песни: «Black Eyed Dog» («черноглазым псом» называл депрессию сэр Уинстон Черчилль), «Rider On The Wheel», «Hanging On A Star» и «Voice From The Mountain». И Бойд, и Вуд заметили, что игра Дрейка сильно ухудшилась. Бойд говорил:

От этого мурашки бежали по спине. Это было действительно страшно. Он был в такой плохой форме, что не мог петь и играть на гитаре одновременно. Мы были вынуждены записать голос без гитары, а потом наложить его. И всё за один день, мы начали днём, а закончили где-то к полуночи — и всё только из-за четырёх песен.Оригинальный текст (англ.)It was chilling. It was really scary. He was so… he was in such bad shape he couldn't sing and play the guitar at the same time. We put down the guitars and overdubbed the voice. It was all one day, we started in the afternoon and finished about midnight — just for those four tracks.

Несмотря ни на что, возвращение в студию подняло Нику настроение. Его мать вспоминала:

Мы были очень взволнованы мыслью, что Ник счастлив, потому что в его жизни годами не было никакого счастья.Оригинальный текст (англ.)We were so absolutely thrilled to think that Nick was happy because there hadn't been any happiness in Nick's life for years.

В июле Ник посетил студию в последний раз, где записал одну песню — «Tow The Line».

### Смерть
К осени Island Records прекратил присылать Нику содержание. В октябре 1974 года он совершил поездку во Францию, где некоторое время жил на заброшенной барже. Во Франции с ним связалась фолк-певица Франсуаза Арди, которая изъявила желание записать несколько кавер-версий песен Ника.
Вернувшись домой, он общался только с несколькими близкими друзьями, в особенности с Софией Райд, которая называлась его биографами «человеком, наиболее близким к тому, чтобы быть его подружкой»; сама она предпочитала называть себя «лучшей подругой» (англ. best (girl) friend) Ника. В 2005 году в интервью Райд рассказала, что за неделю до смерти Ника она попросила его на некоторое время прекратить отношения: «Я не могла с этим справляться. Я попросила его дать мне немного времени. И я больше никогда его не видела». Отношения Дрейка с Райд так и не переросли в более серьёзные (англ. was never consummated).
Рано утром 25 ноября 1974 года Ник Дрейк умер в Фар Лейсе от передозировки антидепрессанта амитриптилина. В ночь перед этим он рано лёг спать, после того как провёл день в гостях у друга.
На рассвете его родители услышали, как он вошёл на кухню, где позавтракал. Потом он поднялся в свою комнату, где слушал Бранденбургский концерт Баха и принял таблетки, «помогающие заснуть». У Ника часто была бессонница, он проводил целые ночи, играя на гитаре или слушая музыку, и засыпал уже под утро. Вспоминая события той ночи, его мать говорила:

Обычно я никогда не беспокоила его. Но был уже полдень, и я вошла к нему в комнату, потому что уже действительно было пора вставать. И он лежал поперёк кровати. Первое, что я увидела — его длинные, длинные ноги.Оригинальный текст (англ.)I never used to disturb him at all. But it was about 12 o’clock, and I went in, because really it seemed it was time he got up. And he was laying across the bed. The first thing I saw was his long, long legs.

Не было найдено никакой предсмертной записки, хотя на столе лежало письмо, адресованное Райд. Коронер (патологоанатом) вынес заключение, что смерть наступила примерно в 6 утра 25 ноября 1974 года в результате «предумышленного острого самоотравления амитриптилином» — это означало, что, по официальной версии, Ник Дрейк покончил жизнь самоубийством.
Однако члены его семьи и многие друзья оспаривают версию о самоубийстве. Родители Дрейка вспоминали, что настроение их сына в течение нескольких недель перед смертью было «очень позитивным», он подумывал над тем, чтобы вернуться в Лондон и продолжить карьеру музыканта. В выпуске NME от 8 февраля 1975 года журналист Ник Кент замечал горькую иронию смерти Дрейка, случившейся как раз в то время, когда он «начал обретать душевное равновесие» (англ. to regain a sense of personal balance). Джо Бойд говорил, что для него было бы лучше думать, что передозировка была случайностью. Вполне возможно, что Ник перепутал снотворное и таблетки высокотоксичного амитриптилина, в случае которого даже малое превышение дозы может быть смертельным (летальная доза равняется примерно 8 терапевтическим); к тому же он обладает кумулятивным эффектом, то есть токсическое действие доз, принятых накануне, «складывается», и это может приводить к передозировке. Кроме того, неестественная для сна поза, в которой был найден мёртвый Ник Дрейк, заставляет думать, что, когда он подошёл к кровати, у него случился сердечный приступ, (амитриптилин кардиотоксичен) и он упал на кровать. Были мнения и о том, что Ник умер от передозировки героина или от совместного действия марихуаны (или каких-либо других наркотиков) и прописанных ему лекарств.
Сестра Ника Габриэль говорила:

Лично я предпочитаю думать, что он покончил с собой, в том смысле, что лучше бы он умер, потому что сам хотел прекратить всё это, чем в результате трагической ошибки. Для меня это было бы ужасно…Оригинальный текст (англ.)I personally prefer to think Nick committed suicide, in the sense that I'd rather he died because he wanted to end it than it to be the result of a tragic mistake. That would seem to me to be terrible…

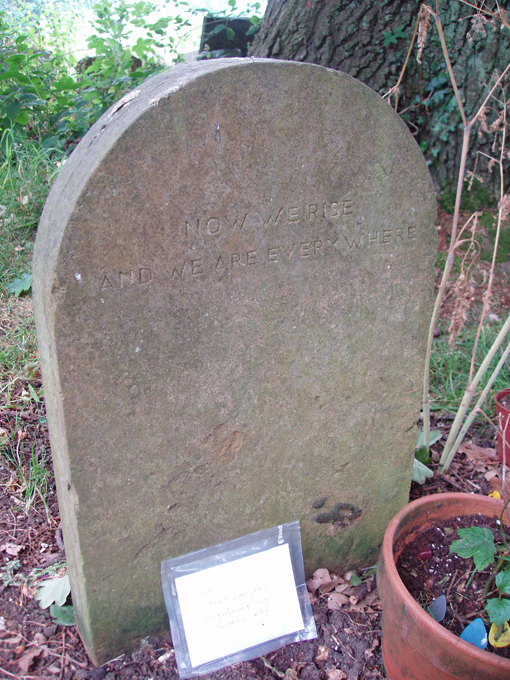
Могила Ника Дрейка в Тануорт-ин-Арден с эпитафией: Now we rise / And we are everywhere (Теперь мы поднимаемся / И мы везде) — строчка из песни From The Morning

2 декабря 1974 года после отпевания в церкви Святой Марии Магдалены в Тануорт-ин-Арден Ник Дрейк был кремирован в крематории Солихалл (англ. Solihull Crematorium) и позже похоронен под дубом на кладбище возле церкви. На обратной стороне могильного камня надпись — строчка из последней песни с последнего альбома: «Now we rise / And we are everywhere» («Теперь мы поднимаемся / И мы везде»). Похороны посетило примерно 50 человек — в основном, друзья из Мальборо, Экс-ан-Прованса, Кембриджа, Лондона, Тануорта и из фирмы Island. Мать Ника позже говорила, что многих пришедших она видела впервые.

## Посмертная популярность
После смерти Ника Дрейка не появлялось ни некрологов в прессе, ни посмертных компиляций, ни документальных фильмов. Лейбл Island Records усмотрел малую коммерческую значимость бэк-каталога музыканта и заявил, что «мы не собираемся переиздавать три альбома Ника ни сейчас, ни в обозримом будущем».
Между тем, Фар Лейс стало посещать всё больше поклонников и почитателей таланта Ника.
В 1979 году Роб Партридж, фанат Ника Дрейка (он видел его выступление в 1969 году), стал работать в пресс-службе Island Records и предложил переиздать все три студийных альбома в одном бокс-сете:

Первое, что я сделал, когда пришёл в Island — предложил выпустить ретроспективу — три альбома плюс всё, что можно кроме них… Я и не ожидал, что это будут миллионы записей, но их оказалось совсем мало.Оригинальный текст (англ.)The first thing I did when I got to Island was suggest we put together a retrospective — the studio albums plus what whatever else was there. I wasn’t necessarily expecting massive vaults with millions of tunes, live recordings or whatever, but there was very little…

«Совсем мало» — это четыре трека, записанные в феврале 1974 года (июльский трек был опубликован только в 2004 году). Бокс-сет, названный Fruit Tree, сопровождался довольно обширной биографией, написанной Артуром Лабоу. Продажи были плохими, и в 1983 году Island удалил Fruit Tree из своего каталога.
На протяжении 1980-х годов репутация Ника медленно, но уверенно росла. В 1986 году в Дании на датском языке вышла его первая неофициальная биография. В 1992 году вышел трибьют Brittle Days, на котором песни Дрейка исполнили The Walkabouts, The Times, Никки Садден, Клайв Грегсон и другие. С 1995 по июнь 2000 года выходил английский фэнзин (самодеятельный журнал) Pynk Moon, посвящённый Нику Дрейку (вышло 19 номеров). В начале 1999 года телеканал BBC 2 показал 40-минутный документальный фильм «A Stranger Among Us: In Search Of Nick Drake» («Незнакомец среди нас: В поисках Ника Дрейка»). В 2000 году был показан телевизионный фильм «A Skin Too Few: The Days Of Nick Drake» («Слишком тонкая кожа: Дни Ника Дрейка»), в который были включены интервью с Джо Бойдом, Габриэль Дрейк, Джоном Вудом и Робертом Кирби. В том же году издание Guardian поместило Bryter Layter на 1-е место в «Альтернативный топ 100 лучших альбомов». С конца 1990-х годов песни Ника Дрейка регулярно включались в саундтреки голливудских фильмов, таких как, например, «Практическая магия» (1998) и «Уроки вождения» (2006), «Прекрасная смоковница» (2008). Многие музыканты (Люсинда Уильямс, Badly Drawn Boy, Лу Барлоу, Kings Of Convenience, Кэтрин Уильямс) признавались в том, что испытывали влияние Ника Дрейка. Нора Джонс записала кавер-версию песни Ника «Day Is Done». Американский музыкант Дункан Шейк посвящает целые альбомы Нику Дрейку (его альбом 2001 года называется Phantom Moon и посвящён альбому Pink Moon, а двойник лучших песен 2006 года — Brighter/Later).
В 2004 году, почти через 30 лет после смерти Ника, его песни (Magic и River Man, представленные на альбоме-компиляции Made To Love Magic), наконец-то попали в британские музыкальные чарты (32-е и 48-е места соответственно). В том же году участник известной английской дум-метал-группы Anathema Дэнни Кэвана записал трибьют Нику Дрейку A Place To Be, выпущенный ограниченным тиражом. 3 января 2005 года на радио BBC прошла документальная радиопередача про Ника Дрейка, которую вёл известный голливудский актёр Брэд Питт.
В Тануорт-ин-Арден с 2003 года в июле или августе проводится ежегодный слёт (англ. gathering), посвящённый Нику Дрейку.
В 2011 г. итальянский певец и композитор Марко Парентe посвятил Нику Дрейку песню «Sempre» («Всегда»), из альбома «La riproduzione dei fiori» («Bоспроизведение цветов»). Aранжировка струнного отдела приписывается Робертy Кирби.

## Музыкальный и поэтический стиль
Стиль Ника Дрейка характеризуется интенсивным использованием кластерных аккордов (то есть созвучий из по меньшей мере двух смежных секунд). Такие аккорды обладают диссонантным, но особым «тёплым» звучанием, их легко исполнять на клавишных инструментах, но очень сложно на гитаре. Поэтому Ник экспериментировал с настройками гитары, в особенности, с т. н. «открытыми настройками» (англ. open tunings). Здесь или здесь можно посмотреть полный список гитарных настроек для каждой конкретной песни Ника.
Изучая английскую литературу в Кембридже, Дрейк уделял особое внимание таким поэтам, как Уильям Блейк, Уильям Батлер Йейтс и Генри Воган. Однако в текстах своих песен он не использует метафоры и образы, которые можно было бы ожидать от поэта, находящегося под влиянием этих авторов. Лирика Ника включает в себя ряд конкретных образов природных стихий: луна, река, дождь, море, деревья, туман, времена года. Центральный образ его ранних работ — лето и всё с ним связанное, в более поздний период творчества его место занимает осень, символизирующая потери, разлуки и печаль. «Лирический герой» Дрейка — не «участник событий», а «отстранённый наблюдатель».

## Дискография

### Студийные альбомы
| Название         | Дата релиза     | Лейбл          |
| Five Leaves Left | 1 сентября 1969 | Island Records |
| Bryter Layter    | 1 ноября 1970   | Island Records |
| Pink Moon        | 25 февраля 1972 | Island Records |

### Сборники
- Fruit Tree (1979)
- Time Of No Reply (1986)
- Way To Blue (1994)
- Made To Love Magic (2004)
- Family Tree (2007)

### Бутлеги
- Tanworth-in-Arden (1967/1968, издано в 1994)
- Second Grace (1968/1969)

### Песни в саундтреках фильмов
- Black Eyed Dog — «Практическая магия» (1998), «Интуиция» (2001)
- Cello Song — «С тобой и без тебя» (2001); «Крысолов» (1999)
- Northern Sky — «Интуиция» (2001)
- Pink Moon — «Уроки вождения» (2006)
- Time Has Told Me — «Дом у озера» (2006)
- Way To Blue, Northern Sky, Fly, Day Is Done — «La Belle Personne» (2008)
- Fly — «Семейка Тененбаум» (2001)
- From The Morning, Which Will — «Фантомная боль» (2009)
- One Of These Things First — «Страна садов» (2004), «Семь жизней» (2008)
- Day is Done — «The Bag Man» (2014)

### Русскоязычные
- Ник Дрейк Архивная копия от 13 марта 2008 на Wayback Machine — Журнал «60-е!»
- Людмила Ребрина. «Фолк опадающих листьев» Архивная копия от 29 ноября 2014 на Wayback Machine — Журнал «InRock», № 2(23), 2007
- awol.70mb.ru — Русскоязычный сайт, посвященный Нику Дрейку
- Радиопрограмма о Нике Дрейке с его продюсером и другом Джо Бойдом Архивная копия от 14 июля 2014 на Wayback Machine — с русской транскрипцией
- Слава Сибаритов. Ник Дрейк (Nike Drake). Дата обращения: 1 октября 2012. Архивировано 16 октября 2012 года.
- Архивная копия от 12 декабря 2009 на Wayback Machine — Выпуск радиопрограммы «Аэростат», посвященный Нику Дрейку.
- Архивная копия от 7 октября 2011 на Wayback Machine — передача о Нике Дрейке на радио «Эхо Москвы»

### Англоязычные
- brytermusic.com (англ.) — официальный сайт Ник Дрейк
- The Nick Drake Files Архивная копия от 20 ноября 2006 на Wayback Machine — дискография, стихи песен, интервью, табулатуры, статьи, анализ творчества и многое другое
- NickDrake.com Архивная копия от 30 августа 2020 на Wayback Machine — неофициальный веб-сайт с форумом для фанатов
- NickDrake.net Архивная копия от 10 февраля 2021 на Wayback Machine
- Bryter Dayes: A Web Site for Nick Drake Fans (последнее обновление — 26 мая 2003 года)
- NickDrakeFilm.com Архивная копия от 25 марта 2022 на Wayback Machine — официальный веб-сайт документального фильма «A Skin Too Few: The Days Of Nick Drake»
- Lost Boy — In Search of Nick Drake Архивная копия от 29 января 2008 на Wayback Machine — документальная передача на радио BBC, 3 января 2005 года; ведущий Брэд Питт
- Nick Drake 1948-74
- Ник Дрейк на сайте Discogs
- Nick Drake Архивная копия от 15 декабря 2007 на Wayback Machine на сайте last.fm

### Документальный фильм A Skin Too Few: The Days Of Nick Drake
- Ссылки на сайт YouTube:

     Часть первая Архивная копия от 19 октября 2017 на Wayback Machine 9 мин:57 сек

     Часть вторая Архивная копия от 12 апреля 2016 на Wayback Machine 9 мин:54 сек

     Часть третья Архивная копия от 23 марта 2019 на Wayback Machine 8 мин:59 сек

     Часть четверая Архивная копия от 12 апреля 2016 на Wayback Machine 7 мин:37 сек

     Часть пятая Архивная копия от 10 марта 2019 на Wayback Machine 9 мин:52 сек